# Miss Italia 2021
Miss Italia 2021 fue la 79.ª edición del concurso Miss Italia. Se llevó a cabo el 13 de febrero de 2022 en el Casino de Venecia, Venecia. Por segundo año consecutivo, la final no fue retransmitida por televisión, sino únicamente en streaming (esta vez en la plataforma Helbiz Live). Zeudi Di Palma de Campania fue coronada como ganadora y sucesora de Martina Sambucini de Roma.

## Antecedentes
El nuevo formato, creado por Giorgio John Squarcia, elimina bandas y números de la final, inserta tres tipos diferentes de pruebas al estilo «talent show», prevé que las candidatas sean protagonistas involuntarias de experimentos sociales filmados con cámaras ocultas y, por primera vez en la historia, pone a las semifinalistas eliminadas en el jurado.
La final estaba inicialmente programada para el 19 de diciembre de 2021, pero debido a que dos candidatos dieron positivo a COVID-19, el 15 de diciembre se comunicó la decisión de posponerla para febrero del año siguiente.

## Resultados
| Posiciones        | Candidata |
| ----------------- | --- |
| Miss Italia 2021  | - Campania - Zeudi Di Palma                                                                                      |
| Primera finalista | - Basilicata - Gabriella Bagnasco                                                                                |
| Segunda finalista | - Campania - Lorena Tonacci                                                                                      |
| Top 6             | - Lombardía - Francesca Mamè - Friul-Venecia Julia - Erika Rebbelato - Toscana - Daniela Ruggirello              |
| Top 10            | - Véneto - Debora Pattarello - Emilia-Romaña - Greta Iotti - Marcas - Martina Spezzaferro - Lacio - Giulia Talia |

## Candidatas
19 candidatas compitieron por el título. Al igual que en la edición anterior, al no estar previsto el televoto y dada la ausencia de transmisión por televisión en directo, no se asignó número de concurso a las candidatas; por segunda vez (la primera fue en 2020), además las candidatas se presentaron solo con su nombre, apellido y región para la que están clasificadas.
| Región                    | Candidata           | Edad | Ciudad natal           |
| ------------------------- | ------------------- | ---- | ---------------------- |
| Apulia                    | Denise Angelini     | 24   | Martina Franca         |
| Basilicata                | Gabriella Bagnasco  | 20   | Melfi                  |
| Calabria                  | Francesca Russo     | 20   | Melito di Porto Salvo  |
| Campania                  | Lorena Tonacci      | 19   | Nápoles                |
| Campania                  | Zeudi Di Palma      | 20   | Nápoles                |
| Cerdeña                   | Elena Meloni        | 23   | Tempio Pausania        |
| Emilia-Romaña             | Greta Iotti         | 23   | Guastalla              |
| Friul-Venecia Julia       | Erika Rebbelato     | 20   | San Daniele del Friuli |
| Lacio                     | Giulia Talia        | 26   | Roma                   |
| Liguria                   | Alessia Cardinale   | 19   | Vizzolo Predabissi     |
| Lombardía                 | Francesca Mamè      | 19   | Esine                  |
| Lombardía                 | Beatrice Farina     | 20   | Gorlago                |
| Marcas                    | Angelica Marini     | 19   | Civitanova Marche      |
| Marcas                    | Martina Spezzaferro | 21   | Nápoles                |
| Piamonte y Valle de Aosta | Francesca Bessone   | 26   | Desenzano del Garda    |
| Sicilia                   | Ludovica Cutuli     | 21   | Ragusa                 |
| Toscana                   | Daniela Ruggirello  | 25   | Livorno                |
| Trentino-Alto Adigio      | Anna Sofia Chicco   | 20   | Roma                   |
| Véneto                    | Debora Pattarello   | 22   | Mestre                 |

Inicialmente el número previsto de candidatas era de 20, pero debido a la retirada, por positividad al COVID-19, a pocos días de la final de Beatrice Scolletta (Lacio), el número de participantes en la final se redujo a 19.

## Jurado
El jurado está compuesto de la siguiente manera:
- Flaminia Bolzan
- Arturo Brachetti
- Elisabetta Franchi (presidenta del jurado)
- Jonathan Kashanian

## Miss Italia - Crown Revolution
La velada final estuvo precedida por el programa Miss Italia - Crown Revolution, una miniserie de cinco episodios filmada en estilo docu-reality, creada por Giorgio John Squarcia y conducida por Alessandro Di Sarno ambientada en Venecia, publicada diariamente del 13 al 17 de diciembre en Helbiz Live, centrado en la presentación de las semifinalistas y en algunas pruebas que tienen que pasar guiadas por jueces entrenadores.

### Episodios
| N.º | Lanzamiento             | Resumen | Juez / Entrenador           |
| --- | ----------------------- | --- | --------------------------- |
| 1   | 13 de diciembre de 2021 | Presentación de las veinte candidatas | -                           |
| 2   | 14 de diciembre de 2021 | Presentación de las veinte candidatas | -                           |
| 3   | 15 de diciembre de 2021 | Prueba de originalidad: divididas en parejas, las candidatas deberán llegar a un lugar de Venecia que les indiquen en un tiempo limitado y sin la ayuda de sus teléfonos, donde deberán hacerse una foto acompañada de una frase propia cautivadora. | Flaminia Bolzan (psicóloga) |
| 4   | 16 de diciembre de 2021 | Prueba de originalidad: divididas en parejas, las candidatas deberán llegar a un lugar de Venecia que les indiquen en un tiempo limitado y sin la ayuda de sus teléfonos, donde deberán hacerse una foto acompañada de una frase propia cautivadora. | Flaminia Bolzan (psicóloga) |
| 5   | 17 de diciembre de 2021 | Prueba de originalidad: divididas en parejas, las candidatas deberán llegar a un lugar de Venecia que les indiquen en un tiempo limitado y sin la ayuda de sus teléfonos, donde deberán hacerse una foto acompañada de una frase propia cautivadora. | Flaminia Bolzan (psicóloga) |

## Miss Italia Social
Por primera vez en la historia de la competencia, 10 prefinalistas que no formaban parte del grupo de finalistas de la competencia principal fueron seleccionadas para competir por el título de Miss Italia Social (ya presente como categoría especial a partir de la edición de 2015).
- Claudia Torchia (Basilicata)
- Erika Arena (Calabria)
- Martina Salvatore (Calabria)
- Ilaria Campanile (Campania)
- Chiara Manca (Cerdeña)
- Francesca Ibba (Cerdeña)
- Ilaria Fiocchetti (Lacio)
- Giada Rumè (Sicilia)
- Alessia Nolla (Sicilia)
- Paola Gambina (Sicilia)

El título fue otorgado a Chiara Manca.